# Gospodarka Indii
Gospodarka Indii – piąta gospodarka świata pod względem PKB i druga gospodarka w Azji. Jest zaliczana do gospodarek wschodzących i według niektórych analiz może w przyszłości stać się trzecią co do wielkości gospodarką pod względem produkcji rejestrowanej, po Chinach i Stanach Zjednoczonych. Indie wraz z Chinami są najszybciej rozwijającą się dużą gospodarką na świecie. Od lat 90. XX wieku Indie notują dynamiczny rozwój gospodarczy. W ostatnim dziesięcioleciu PKB Indii wzrastał w średnim tempie 8,5 proc. rocznie. Wartość PKB Indii w 2014 wyniosła prawie 1,84 bln USD. Gospodarka opiera się głównie na usługach (56% PKB w 2011), choć rolnictwo także odgrywa dużą rolę (52% zatrudnienia w 2011). Indie, jako jeden z największych rynków wschodzących, jest członkiem G20. Indyjska gospodarka zajmuje 3. miejsce na świecie biorąc pod uwagę PKB liczone parytetem siły nabywczej. Produkt krajowy brutto w przeliczeniu na jednego mieszkańca należy w Indiach do najniższych na świecie. Gospodarka Indii jest najdynamiczniej rozwijającą się na świecie. Indie są obecnie jednym z najszybciej rozwijających się krajów świata. Oficjalnym środkiem płatniczym Indii jest rupia indyjska (100 rupii jest warte ok. 5,75 PLN). Zadłużenie zagraniczne wynosiło 117,2 mld $ (w 2004 roku). Inflacja wynosiła 5,6% (dane z 2015 roku).
Indie są członkiem G4 i G20. Indie znajdują się w grupie nowych potęg gospodarczych nazwanych skrótowo BRIC (Brazylia, Rosja, Indie, Chiny), które razem, do 2040 roku dogonią pod względem wielkości PKB dotychczasowych liderów – grupę G6 (Stany Zjednoczone, Japonia, Wielka Brytania, Niemcy, Francja i Włochy). Należy jednak zauważyć, że PKB stanowi tylko małą część gospodarki Indii, gdyż kraj ten opiera swoje źródła utrzymania na szarej strefie, która wliczona do PKB wyniosła by 80%, produkcji co oznacza, że szara strefa Indii stanowi pięciokrotność produkcji oficjalnej.

## Charakterystyka

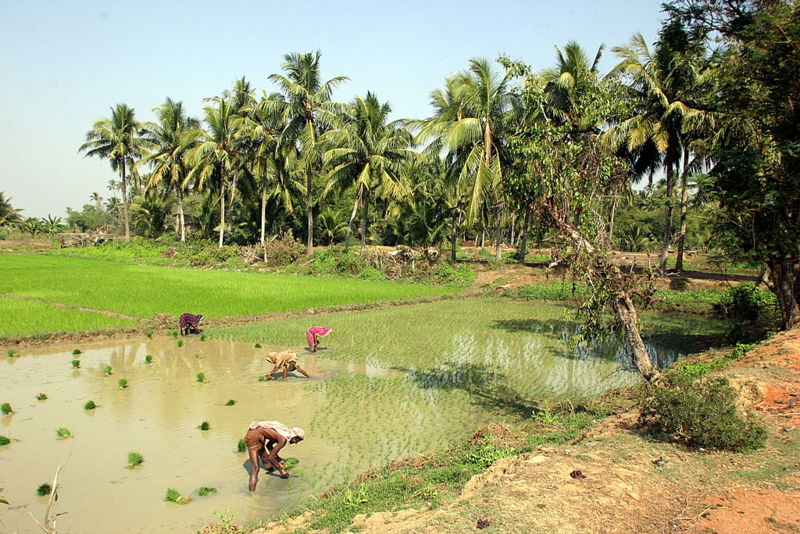
Uprawa ryżu niedaleko Puri

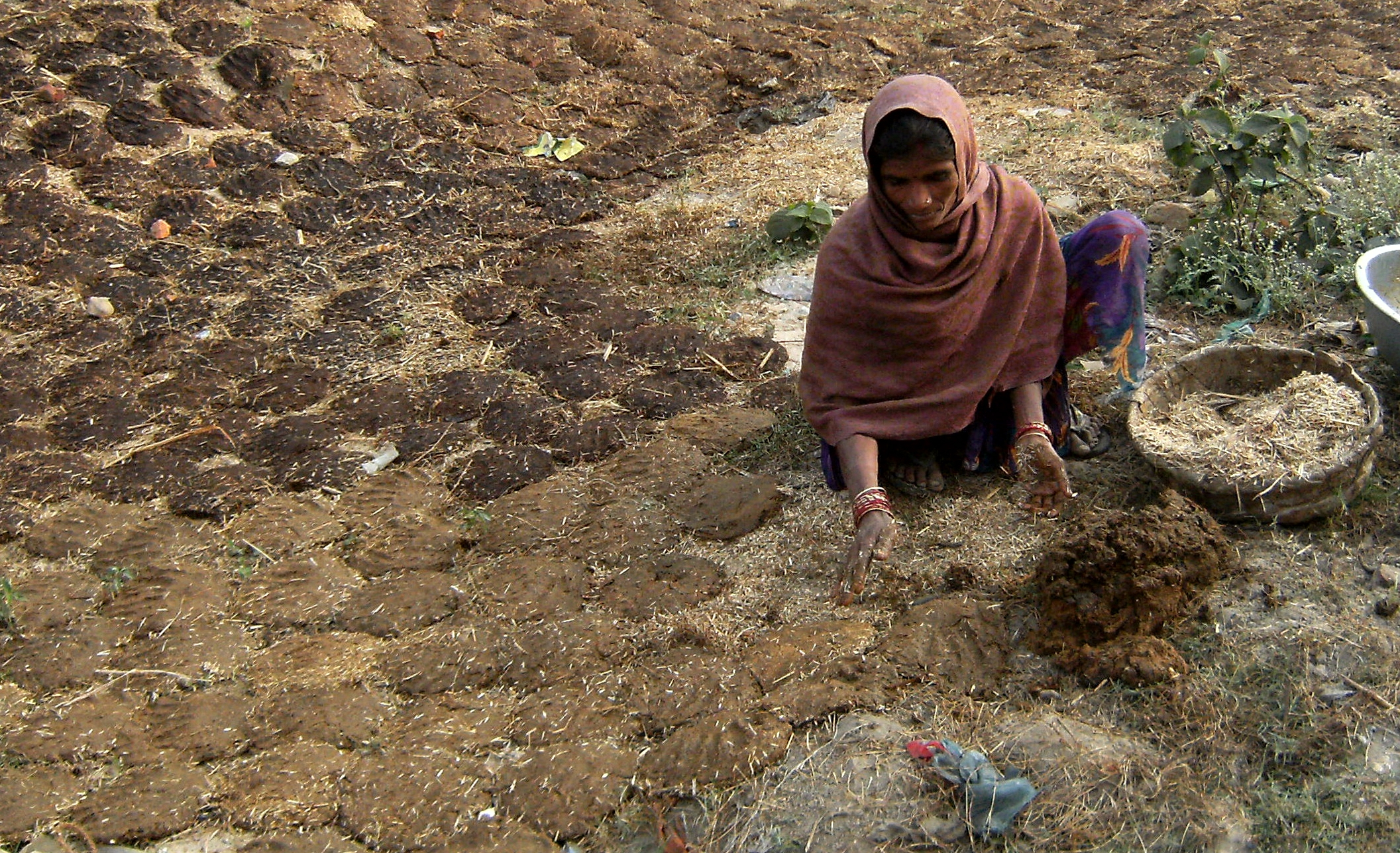
Zbiór gobaru

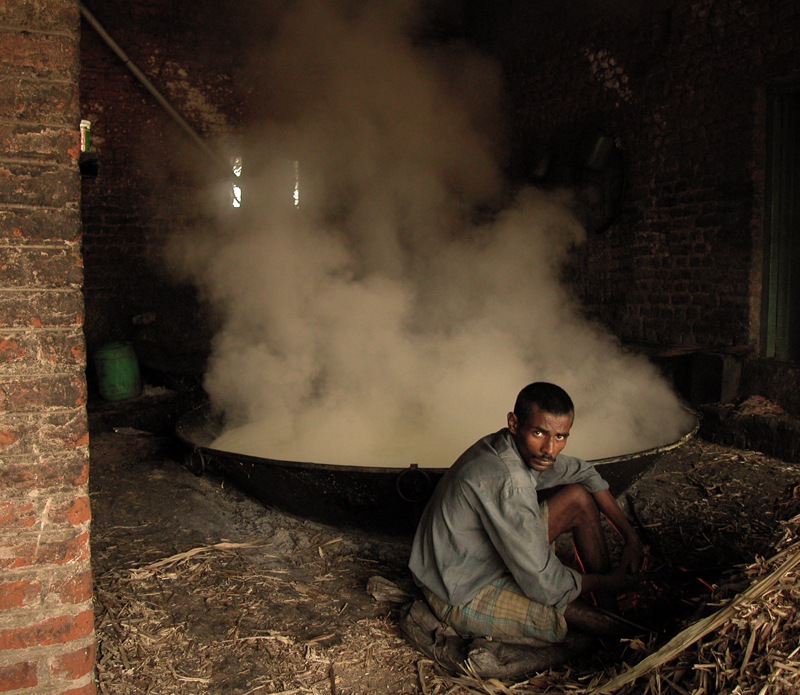
Produkcja (wyrób) jaggeru (cukru trzcinowego) zwanego gurem

Indie należą do krajów dynamicznie rozwijających gospodarkę, w której najwyższą dziedziną gospodarki są usługi wytwarzające ponad 55% PKB. Wśród największych gospodarek świata Indie wyróżniają się jednym z najwyższych poziomów ubóstwa, największą nierównością dochodów oraz stojącym na niskim poziomie systemem usług społecznych (opieka zdrowotna, system edukacji, system emerytalny) oraz usług publicznych (transport, bezpieczeństwo).

## Rolnictwo
Według danych z 2014 roku, rolnictwo dostarcza 18,1% PKB, a także zatrudnia ponad 52% ludzi czynnych zawodowo.
- Główne uprawy: ryż, pszenica, proso, kukurydza, jęczmień, herbata, kawa, orzechy kokosowe, przyprawy, bawełna, juta i rośliny oleiste.
- Hodowla: bydło.

## Bogactwa naturalne

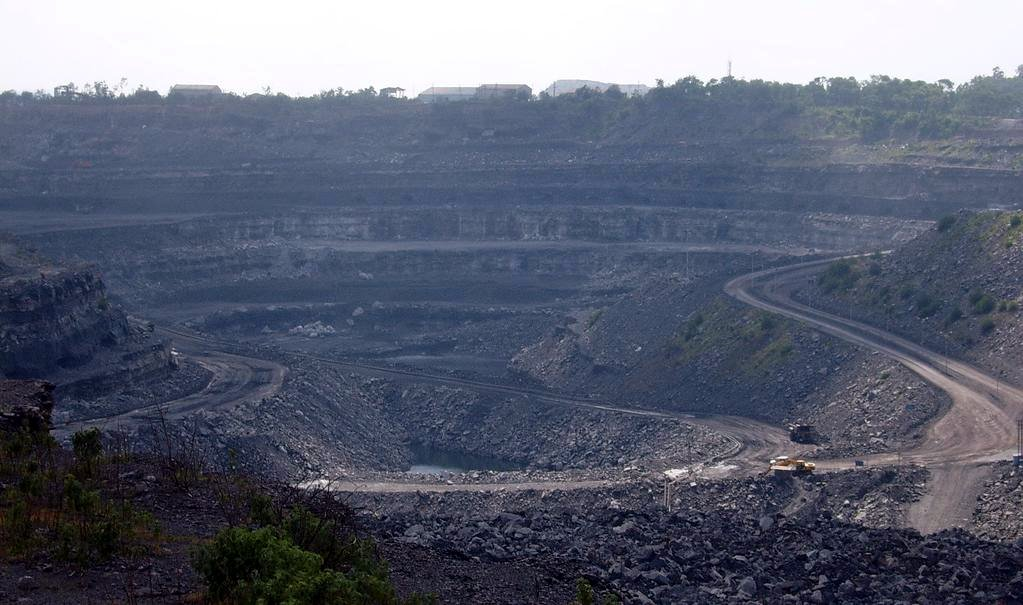
Odkrywkowa kopalnia węgla kamiennego w Dhanbadzie

Na terenie kraju prowadzi się eksploatację węgla kamiennego, ropy naftowej, rud żelaza, manganu, miedzi, tytanu, magnezytu i miki.

## Przemysł
Przemysł zatrudnia 13% ludności i wytwarza około 30% dochodu narodowego. Największymi gałęziami przemysłu są: przemysł samochodowy, żelaza i stali, aluminium, przemysł włókienniczy, tekstylny i odzieżowy, farmaceutyczny, chemiczny i petrochemiczny (produkcja nawozów sztucznych), maszynowy, wydobywczy, elektryczny, gazowy, telekomunikacyjny, informatyczny i filmowy (Bollywood).

## Energetyka
Indie są trzecim światowym konsumentem energii. W 2009 roku zużyły 669 Mtoe. Elektrownie węglowe wytwarzają ponad 2/3 elektryczności. Elektrownie jądrowe produkują jedynie około 2,5 proc. energii elektrycznej. Indie posiadają 17 reaktorów jądrowych o łącznej mocy
3782 MW.

## Transport

### Transport lotniczy

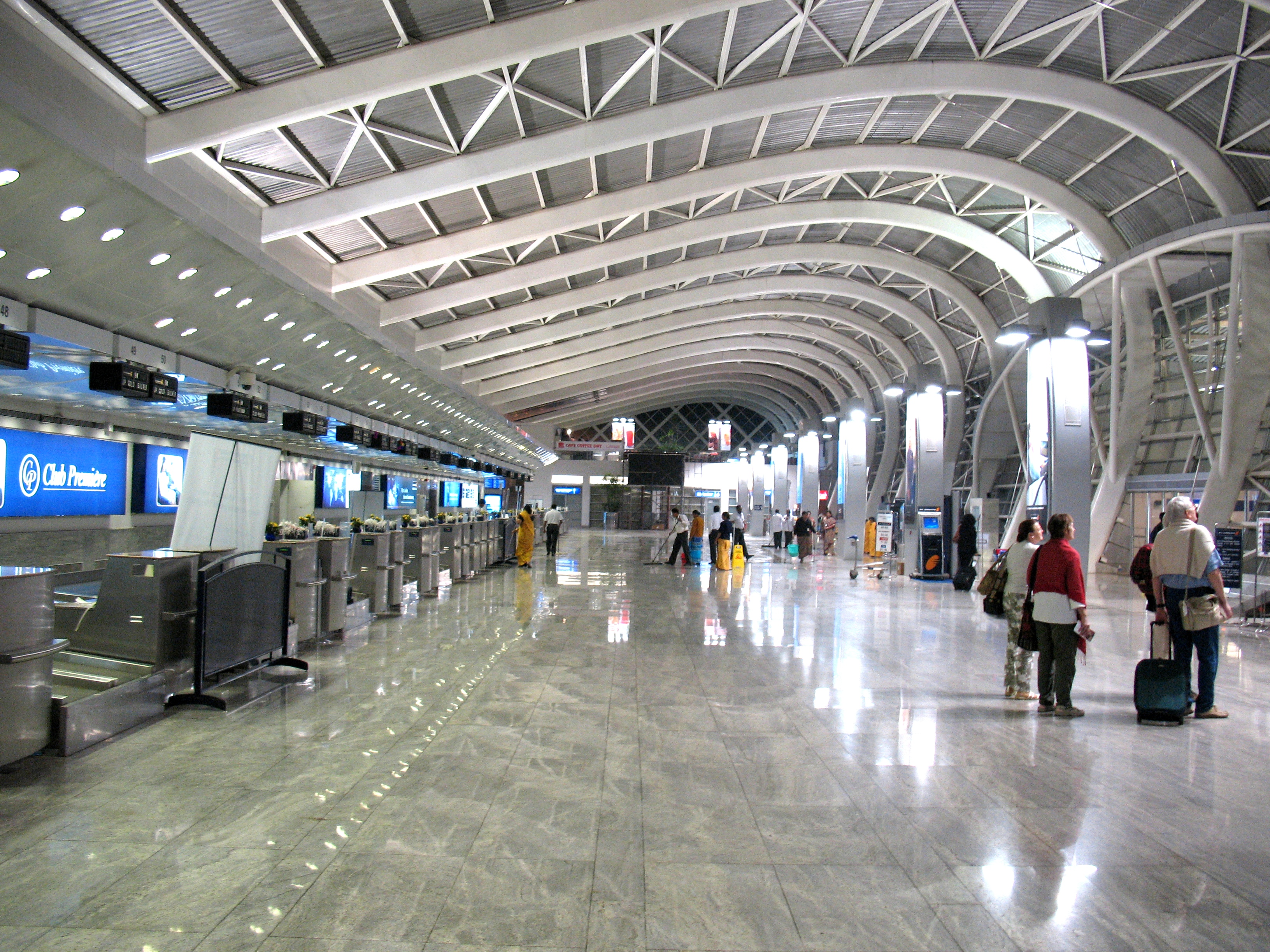
Port lotniczy Chhatrapati Shivaji w Mumbaju

Indie posiadają znakomicie rozwiniętą sieć połączeń lotniczych. Gęsta sieć połączeń lotniczych jest obsługiwana przez liczne towarzystwa lotnicze (Air India, Alliance Air, Go Air, IndiGo Airlines, Jet Airways, Kingfisher Airlines, SpiceJet i inne).

## Finanse
W Indiach dobrze jest rozwinięty sektor bankowy. W 2012 roku na rynku indyjskim funkcjonowały 173 banki komercyjne mające łącznie 83,2 tys. oddziałów.
Indie są największym rynkiem dla instytucji udzielających mikropożyczek.

### Rynek kapitałowy
Obrót papierami wartościowymi odbywa się na giełdach papierów wartościowych w mieście Mumbaj: Bombay Stock Exchange (BSE), na której notowane są akcje ponad 5500 spółek o łącznej kapitalizacji wynoszącej około 1 biliona USD oraz National Stock Exchange of India (NSE) utworzonej w 1994 roku. Niektóre przedsiębiorstwa indyjskie są notowane na giełdzie nowojorskiej.

## Handel zagraniczny

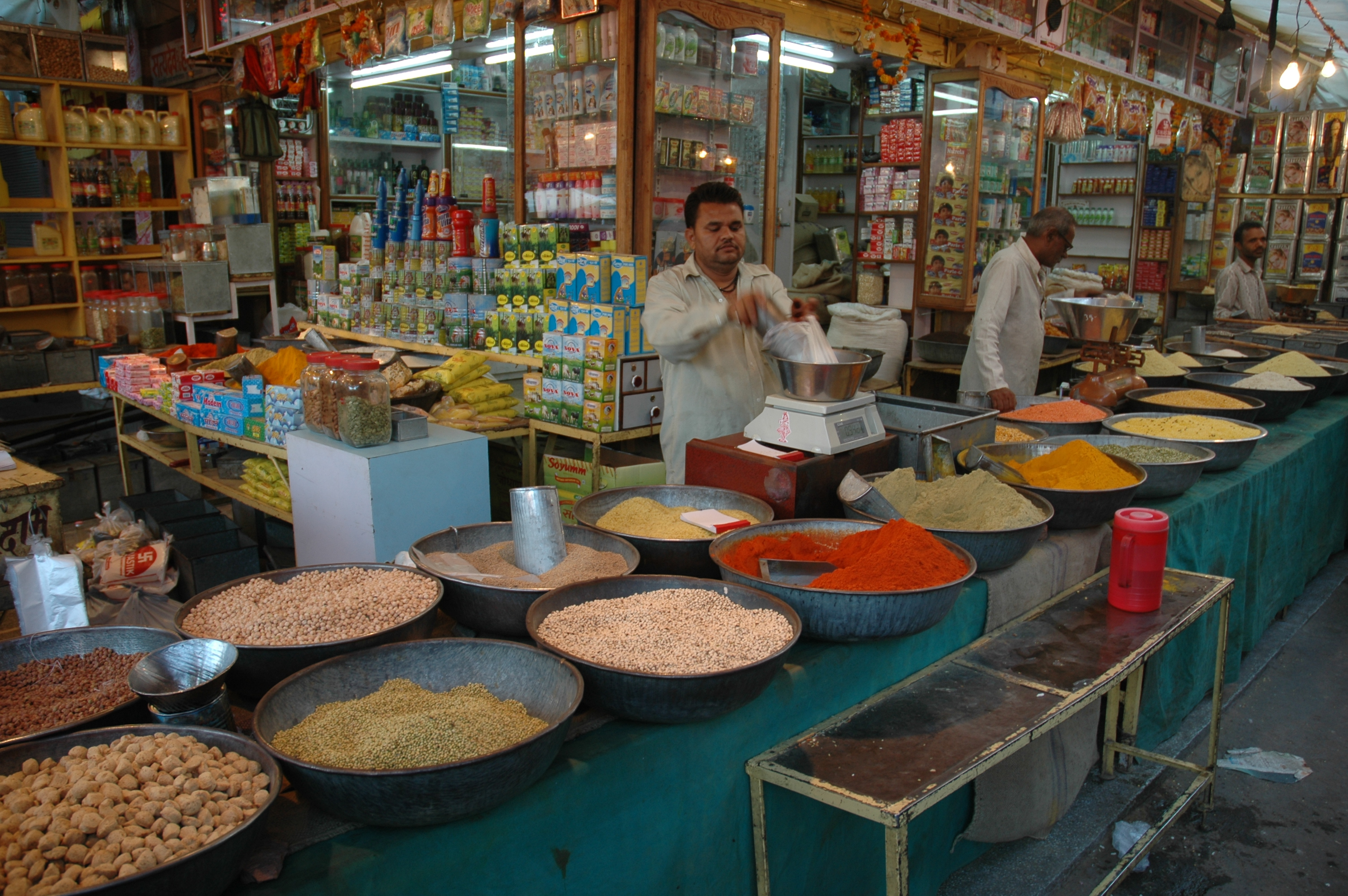
Indyjski bazar

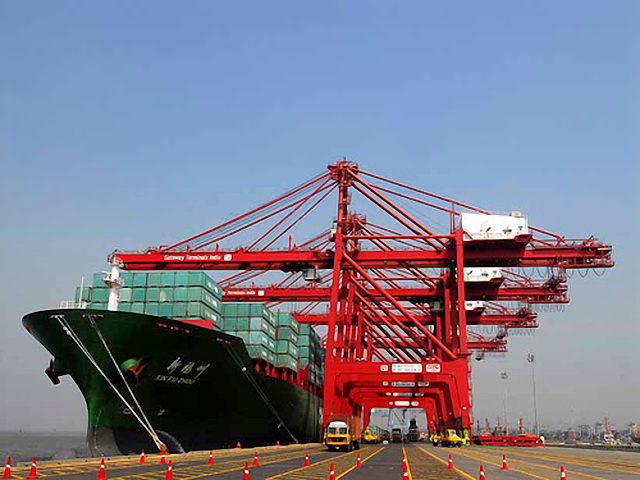
Jawaharlal Neru Port Trust w Mumbaju

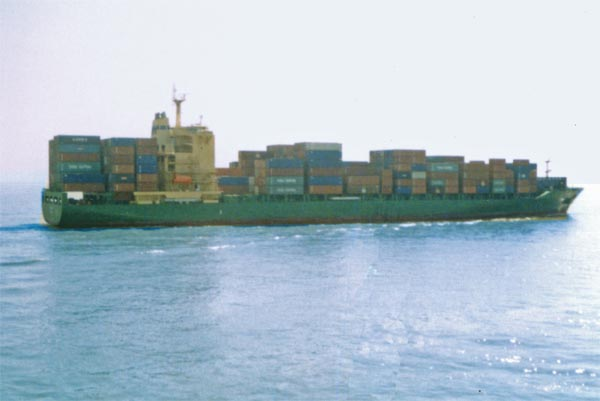
Kontenerowiec niedaleko Mumbaju

Do najważniejszych partnerów handlowych Indii należą USA, Chiny, Arabia Saudyjska oraz Zjednoczone Emiraty Arabskie. Indie mają ujemny bilans handlowy a to oznacza, że importują do kraju więcej towarów niż eksportują.

### Eksport
Indie należą do największych eksporterów herbaty.

### Import
Indie importują ropę naftową, węgiel kamienny, maszyny, kamienie szlachetne, metale szlachetne: złoto, srebro.

## Największe przedsiębiorstwa
Znane przedsiębiorstwa indyjskie to między innymi: Bajaj Auto, Tata Motors, Bharti Airtel, Coal India, HDFC Bank, Hindalco Industries, Indian Oil Corporation, Infosys Technologies, Reliance Industries, State Bank of India, Tata Steel, Wipro Technologies.

## Związki zawodowe
W Indiach związki zawodowe, a także centrale związkowe, działają na podstawie ustawy Trade Unions Act, 1926, która reguluje warunki rejestracji związków zawodowych, a także ich prawa i obowiązki.
W 2020 w Indiach zarejestrowanych było 19 875 związków zawodowych. 69% działało na poziomie stanowych, a 31% na poziomie krajowym. Jednocześnie istnieje 12 central związkowych, w ramach których zrzeszona jest większość związków. Są to: Bharatiya Mazdoor Sangh (BMS), Indyjski Narodowy Kongres Związków Zawodowych (INTUC), Ogólnoindyjski Kongres Związków Zawodowych (AITUC), Hind Mazdoor Sabha (HMS), Centrum Indyjskich Związków Zawodowych (CITU), Ogólnoindyjskie Zjednoczone Centrum Związków Zawodowych (AIUTUC), Centrum Koordynacji Związków Zawodowych (TUCC); Stowarzyszenie Kobiet Samozatrudnionych (SEWA), Ogólnoindyjska Centralna Rada Związków Zawodowych (AICCTU), Federacja Postępu Pracy (LPF), Zjednoczony Kongres Związków Zawodowych (UTUC) oraz Front Narodowy Indyjskich Związków Zawodowych – Dhanbad (NFITU-DHN).